# Knížecí zrcadla
Knížecí zrcadla (latinsky Specula principis, německy Fürstenspiegel) je zvláštní žánr politické a výchovné literatury. Je to zároveň název pro učebnice s instrukcemi pro vládu, určené králi, princi, knížeti nebo jeho synovi. Vysvětluje mu ctnosti a povinnosti vladaře a zásady správného vládnutí. 

## Historie
První knížecí zrcadla vznikala ve starověku, zejména v římské antice. Dvě proslulá zrcadla o mírnosti vlády (De clementia) napsal Seneca pro císaře Nerona, další z pera Plinia mladšího byla určena císaři Trajánovi. 
Většina dalších těchto učebnic pochází ze středověku a z raného novověku. Jednu z prvních křesťanských příruček pod titulem Liber de rectoribus Christianis napsal iro-skotský mnich a Sedulius Scottus v Lutychu kolem roku 855. Proslulé bylo Speculum císaře Karla IV. V roce 1387 dokončil v Praze své nejslavnější dílo De quatuor virtutibus cardinalibus per erudicione principum, speculum psané formou dialogu, věnované falckraběti a pozdějšímu římsko-německému králi Ruprechtovi III. z domu Wittelsbachů. (Dílo bylo dříve mylně připisováno Matyáši Krakovskému). 
Asi nejznámější zrcadlo vlády z přelomu středověku a novověku napsal Niccolò Machiavelli roku 1513 pod titulem Vladař (vyšlo až o dvě desetiletí později).
Samostatným vývojem prošel tento literární žánr v Byzanci i v zemích islámu.

## Další významy
Zrcadly se ve středověku nazývaly také učebnice dalších oborů, například lékařství nebo náboženství (Speculum humanae salvationis). 